# Glucagon (dược phẩm)
Glucagon là một loại dược phẩm và cũng là một loại hormone. Với vai trò là một loại dược phẩm, chúng có thể được sử dụng để điều trị khi đường huyết giảm, quá liều thuốc chẹn beta, quá liều thuốc chẹn kênh calci, và những người bị sốc phản vệ mà không cải thiện khi sử dụng epinephrine. Thuốc này có thể được tiêm vào tĩnh mạch, cơ, hoặc dưới da.
Các tác dụng phụ thường gặp có thể có như nôn mửa. Các tác dụng phụ khác bao gồm kali máu thấp và huyết áp thấp. Thuốc này không được khuyến cáo ở những người bị u tủy thượng thận hoặc u đảo tụy. Sử dụng trong thai kỳ là không có hại cho em bé, theo những quan sát. Glucagon nằm trong họ thuốc phân giải glycogen. Chúng hoạt động bằng cách làm cho gan phân giải glycogen thành glucose, nhờ đó sẽ tăng đường huyết.
Glucagon đã được phê duyệt để sử dụng y tế tại Hoa Kỳ vào năm 1960. Nó nằm trong danh sách các thuốc thiết yếu của Tổ chức Y tế Thế giới, tức là nhóm các loại thuốc hiệu quả và an toàn nhất cần thiết trong một hệ thống y tế. Chi phí bán buôn ở các nước đang phát triển là khoảng 25,75 đô la Mỹ cho một liều. Tại Vương quốc Anh, cùng lượng đó cần trả cho NHS khoảng £ 11.52. Tại Hoa Kỳ, chi phí bán buôn của một liều là 247,32 USD. Đây là một dạng sản xuất của hormone glucagon tự nhiên.